# Castillo Kōchi
El Castillo Kōchi (高知城 Kōchi-jō?) es un castillo japonés localizado en Kōchi, Japón.

## Historia
Después de la Batalla de Sekigahara en 1600, el castillo Kōchi fue construido en lo que aquel entonces era la provincia de Tosa. Fue construido por Yamanouchi Kazutoyo, el cual tomó el control de la provincial después de la victoria del clan Tokugawa. El castillo fue construido como parte de una estrategia para hacer a Otakasa más fácil de defender.
La construcción comenzó en 1601 y fue terminado en 1611. La mayoría de la fortaleza quedó destruida cuando ésta se quemó en 1727. Fue reconstruida más tarde entre 1729 y 1753 de acuerdo al estilo original. El castillo gozó de una restauración mayor entre 1948 y 1959. Debido a que este castillo nunca vio actividad bélica, es notable que éste castillo es el único que aún cuenta con el ‘’’tenshu’’’ y el palacio originales, de hecho es el único que cuenta también con el ‘’’honmaru’’’ original y no réplicas de concreto como en la mayoría de castillos japoneses. Actualmente los jardines son especialmente populares en el hanami.

### Colina Otakasa
Se habían llevado a cabo dos intentos previos de construir castillos en la colina de Otakasa pero ambos fallaron. El primer intento fue de Otakasa Matsuomaru a finales del Período Heian. El segundo fue en 1588 por el conquistador de Shikoku, Chosokaba Motochika. El área alrededor de la colina durante ese periodo era demasiado fangoso debido a los sedimentos pluviales del Río Kagami, por lo que los intentos anteriores para construir en este lugar fueron infructuosos.

### Tesoro Nacional
Como uno de los doce castillos intactos de Japón, el castillo Kōchi era popularmente llamado Tesoro Nacional antes de que fuera proclamada la Ley Nacional de Protección de Tesoros de 1950. Después de que la ley fue abolida, fue considerada como “Activo Cultural Importante”.

## Estructura
Dos ríos, el río Kagami y el río Enokuchi forman el foso exterior del castillo. El castillo principal tiene 5 pisos de altura y se encuentra en la cima de la colina Otakasa, lo que permite una magnífica vista de la ciudad. Se erige sobre el Palacio Kaitokukan, el cual fue construido en el estilo Shoin durante el periodo Edo. El castillo aun tiene la estructura original y los pisos inferiores exhiben instrumentos de la época.
Además del cuarto de té, el Genkan y la letrina, el Kaitokukan tiene 8 cuartos tradicionales (‘’’Washitsu’’’), que varían en tamaño entre tres y doce tatami. Está rodeado por una veranda al este y al sur. El Kaitokukan se quemó durante 1727, pero no fue reparado sino hasta 1747, labor que concluyó hasta 1749.